# Comuna de Nowy Żmigród
Nowy Żmigród (polaco: Gmina Nowy Żmigród) é uma gminy (comuna) na Polónia, na voivodia de Subcarpácia e no condado de Jasielski. A sede do condado é a cidade de Nowy Żmigród.
De acordo com os censos de 2004, a comuna tem 9402 habitantes, com uma densidade 89,9 hab/km².

## Área
Estende-se por uma área de 104,54 km², incluindo:
- área agricola: 64%
- área florestal: 24%

## Demografia
Dados de 30 de Junho 2004:
|                      | Total   | Total | Mulheres | Mulheres | Homens  | Homens |
| -------------------- | ------- | ----- | -------- | -------- | ------- | ------ |
|                      | pessoas | %     | pessoas  | %        | pessoas | %      |
| População            | 9402    | 100   | 4705     | 50       | 4697    | 50     |
| Densidade (pop./km²) | 89,9    | 100   | 45       | 45       | 44,9    | 44,9   |

De acordo com dados de 2002, o rendimento médio per capita ascendia a 1323,08 zł.

## Comunas vizinhas
- Chorkówka,
- Dębowiec,
- Dukla,
- Krempna,
- Osiek Jasielski,
- Tarnowiec